# Макс Квакенбуш
Максвелл Джозеф Квакенбуш (англ. Maxwell Joseph Quackenbush, 29 серпня 1928, Торонто — 17 квітня 2020) — канадський хокеїст, що грав на позиції захисника.
Його брат — Білл Квакенбуш також був гравцем НХЛ.

## Ігрова кар'єра
Професійну хокейну кар'єру розпочав 1947 року.
Протягом професійної клубної ігрової кар'єри, що тривала 9 років, захищав кольори команд нижчих північноамериканських ліг, а також «Бостон Брюїнс» та «Чикаго Блекгокс».
Усього провів 61 матч у НХЛ, включаючи 6 ігор плей-оф Кубка Стенлі.